# Oberlin College
Oberlin College är ett privat liberal arts college i Oberlin i Ohio. Presbyterianprästerna John Jay Sipherd och Philo P. Stewart grundade Oberlin Collegiate Institute och svarta studenter tilläts studera vid skolan redan 1835.

## Alumner
Astronomer
- Henrietta Swan Leavitt

Filologer
- Frederic de Forest Allen

Fysiker
- Robert A. Millikan

Författare
- Tracy Chevalier
- Anna Julia Cooper
- William Goldman
- Thornton Wilder

Journalister
- Anna Louise Strong

Musiker
- Leif Aruhn-Solén

Pedagoger
- Martha Root

Politiker/offentlig förvaltning
- Blanche Bruce
- Theodore E. Burton
- Yvette Clarke
- Jacob Dolson Cox
- Martin L. Davey
- Adrian Fenty
- H.H. Kung
- James H. Kyle
- Eduardo Mondlane
- Charles W. Sawyer
- Delazon Smith
- Ozora P. Stearns
- Harrison A. Williams

Regissörer
- James Burrows

Serieskapare
- Alison Bechdel

Skulptörer
- Budd Hopkins
- Edmonia Lewis

Skådespelare
- John Cazale

Statsvetare
- Luther Gulick